# Hirayasumi
Hirayasumi (ひらやすみ?) è un manga scritto e disegnato da Keigo Shinzō. Viene serializzato dal 26 aprile 2021 sulla rivista per manga seinen Big Comic Spirits di Shōgakukan. Un adattamento televisivo dorama sarà trasmesso su NHK General TV nel quarto trimestre del 2025, mentre è stato annunciato un adattamento anime realizzato da Production +h.

## Trama
Hiroto Ikuta, un freeter che vive ad Asagaya, trascorre le sue giornate lavorando part-time e chiacchierando con la gente del posto. In particolare, gli piace andare a trovare Hanae Wada, un'anziana donna scontrosa ma gentile che Hiroto chiama "nonna". A seguito della sua morte a causa di un attacco di cuore, Hiroto si ritrova improvvisamente ad ereditare la sua casa, in quanto la donna non si è mai sposata né ha avuto figli. Tre mesi dopo, la diciottenne Natsumi Kobayashi si trasferisce dalla sua città natale, Tokyo, per studiare arte all'università. Non trovando una sistemazione, si ferma da suo cugino Hiroto, che non vede da diversi anni. Nonostante le loro personalità opposte, i due iniziano a vivere sotto lo stesso tetto mentre affrontano le loro vite apparentemente banali. Con il passare del tempo, tale sistemazione porta le vite dei due a intrecciarsi sempre più con quelle delle persone attorno a loro, ognuna delle quali con i rispettivi problemi e difficoltà quotidiane.

## Media

### Manga
Il manga, scritto e disegnato da Keigo Shinzō, viene serializzato dal 26 aprile 2021 sulla rivista per manga seinen Big Comic Spirits di Shōgakukan. Nell'ottobre 2023, Shinzō ha dichiarato che la serie sarebbe andata in pausa fino al 2024 in quanto aveva bisogno di più tempo per "disegnare il manga in modo soddisfacente che non lasciasse rimpianti", aggiungendo che avrebbe continuato a disegnare quasi ogni giorno fino al suo ritorno; la serie è ripresa il 6 gennaio 2024. I capitoli vengono raccolti in volumi tankōbon a partire dal 10 settembre 2021. Al 30 luglio 2025 i volumi totali ammontano a 9.
In Nord America, il manga è stato concesso in licenza per la pubblicazione in inglese da Viz Media. La serie è distribuita anche in Francia da Le Lézard noir.
In italia la serie è stata annunciata durante il Lucca Comics & Games 2022 da Edizioni BD che la pubblica sotto l'etichetta J-Pop a partire dal 25 ottobre 2023. Ogni singolo capitolo viene chiamato "Giorno".

#### Volumi
| 1 | 10 settembre 2021 | ISBN 978-4-09-861118-8 | 25 ottobre 2023 | ISBN 978-88-349-1263-8 |
| 1 | Capitoli - 1. Hiroto e Natsumi (ヒロトとなつみ?, Hiroto to Natsumi) - 2. Non ti servono mica cento amici (友達100人なんていらないよ?, Tomodachi 100-ri nante iranai yo) - 3. Il giubbotto e la lampada (ジャケットとライト?, Jaketto to Raito) - 4. Preoccupazioni e luci (くよくよキラキラ?, Kuyokuyo kirakira) - 5. Ce la faccio anche da sola! (一人でできるし!?, Hitori de dekirushi!) - 6. Ortensie bianche (白いアジサイ?, Shiroi ajisai) - 7. Acquazzone (夕立?, Yūdachi) - 0. Il giorno libero di Hiroto (ヒロト君の休日?, Hiroto-kun no kyūjitsu) |                        |                 |                        |
| 2 | 10 dicembre 2021 | ISBN 978-4-09-861204-8 | 6 dicembre 2023 | ISBN 978-88-349-1347-5 |
| 2 | Capitoli - 8. Il dentice e il tagliere (まな板とシマアジ?, Manaita to shimaaji) - 9. Mad Natsumi: Fury Road (怒りのなつみロード?, Ikari no Natsumi Rōdo) - 10. Ho trovato un lavoretto (バイトはじめました?, Baito hajimemashita) - 11. Due sognatrici (夢追う二人?, Yume o ou futari) - 12. It's (kind of) a Summer Film! (サマーフィルムにのっかっちゃって?, Samā Firumu ni nokkatchatte) - 13. Agitazione alla festa delle stelle di Asagaya (1) (阿佐谷七夕祭りの乱! 前編?, Asagaya tanabata matsuri no ran! Zenpen) - 14. Agitazione alla festa delle stelle di Asagaya (2) (阿佐谷七夕祭りの乱! 後編?, Asagaya tanabata matsuri no ran! Kōhen) - 15. In una notte tempestosa (台風の夜に?, Taifū no yoru ni) - 16. Takoyaki e torta (タコ焼きとケーキ?, Takoyaki to Kēki) - 17. Il lavoro di Hiroto (ヒロト君のお仕事?, Hiroto-kun no o shigoto) |                        |                 |                        |
| 3 | 28 aprile 2022 | ISBN 978-4-09-861299-4 | 7 febbraio 2024 | ISBN 978-88-349-2417-4 |
| 3 | Capitoli - 18. Luna piena e riso con le castagne (満月と栗ごはん?, Mangetsu to kuri gohan) - 19. Un uomo esattamente agli antipodi (真反対の男?, Ma hantai no otoko) - 20. Il nostro Basketball Game (僕らのバスケットボールゲーム?, Bokura no Basuketto Bōru Gēmu) - 21. Il festival dell'arte - "Sarà davvero amore?!" (1) (まさかの恋!? な芸術祭 前編?, Masakano koi!? Na geijutsu-sai zenpen) - 22. Il festival dell'arte - "Sarà davvero amore?!" (2) (まさかの恋!? な芸術祭 後編?, Masakano koi!? Na geijutsu-sai kōhen) - 23. Pulsioni e peti (煩悩とおなら?, Bon'nō to onara) - 24. Drive my Halloween (ドライブ・マイ・ハロウィン?, Doraibu Mai Harōin) - 25. Un UFO sepolto (U.F.O.埋まってたりして?, Yūfō umatte tari shite) - 26. Lo stile di Ishikawa (石川の流儀?, Ishikawa no ryūgi)                                                    |                        |                 |                        |
| 4 | 30 settembre 2022 | ISBN 978-4-09-861408-0 | 3 aprile 2024   | ISBN 978-88-349-2533-1 |
| 4 | Capitoli - 27. Calzini e psicologia (くつ下と心理?, Kutsushita to shinri) - 28. Le 24 ore di Natale! (1) (クリスマス24時!! 前編?, Kurisumasu 24-ji!! Zenpen) - 29. Le 24 ore di Natale! (2) (クリスマス24時!! 後編?, Kurisumasu 24-ji!! Kōhen) - 30. Ritorno a casa (帰省?, Kisei) - 31. Insegnami in modo che io capisca (わかるように教えてください?, Wakaru yō ni oshiete kudasai) - 32. Visita alla tomba (お墓まいり?, O hakamairi) - 33. Sprint (疾走?, Shissō) - 34. Quale è il tuo sogno? (あなたの夢は何??, Anata no yume wa nani?) - 35. Le vacanze primaverili di Yamada (山田君の春休み?, Yamada-kun no haruyasumi) |                        |                 |                        |
| 5 | 30 marzo 2023 | ISBN 978-4-09-861604-6 | 5 giugno 2024   | ISBN 978-88-349-2681-9 |
| 5 | Capitoli - 36. Gioventù e risaie (青春と田んぼ?, Seishun to tanbo) - 37. Il nikuman ha lo stesso sapore di quella volta (肉まんはあの頃の味?, Nikuman wa ano koro no aji) - 38. Accumulatrice vs minimalista (ズボラvsミニマリスト?, Zubora vs Minimarisuto) - 39. Annebbiamento primaverile (春霞?, Harugasumi) - 40. Un picnic felice (幸せなお花見会?, Shiawasena o hanami-kai) - 41. Nuovo semestre (新学期?, Shin gakki) - 42. Ciao, giovinezza (またね、青春?, Mata ne, seishun) - 43. Stelle e omu-soba (星とオムそば?, Hoshi to omu soba) - 44. La sfida della nonna (ばーちゃんの挑戦?, Ba-chan no chōsen) |                        |                 |                        |
| 6 | 30 agosto 2023 | ISBN 978-4-09-862522-2 | 7 agosto 2024   | ISBN 978-88-349-2732-8 |
| 6 | Capitoli - 45. Restart (リスタート?, Risutāto) - 46. Motsuni e crepuscolo (モツ煮と夕焼け?, Motsuni to yūyake) - 47. Takoyaki antipanico (あせるな! たこ焼き?, Aseru na! Takoyaki) - 48. Perché bisogna per forza fare i regali? (差し入れって本当に必要ですか?Sashiire tte hontōni hitsuyōdesu ka??) - 49. Malvarose e zuppa di miso (タチアオイとみそ汁?, Tachiaoi to misoshiru) - 50. Un uomo immutabile (変われない男?, Kawarenai otoko) - 51. Inizio riprese (クランクイン?, Kuranku in) - 52. Una famiglia di germani beccomacchiato (カルガモの親子?, Karugamo no oyako) - 53. Natsumi e le cose inutili (なつみちゃんのムダなこと?, Natsumi-chan no mudana koto) |                        |                 |                        |
| 7 | 11 aprile 2024 | ISBN 978-4-09-862690-8 | 9 ottobre 2024  | ISBN 978-88-349-2961-2 |
| 7 | Capitoli - 54. L'estate sta arrivando (もうすぐ夏がくる?, Mōsugu natsu ga kuru) - 55. Catch (キャッチボール?, Kyatchi Bōru) - 56. That's a wrap (クランクアップ?, Kuranku Appu) - 57. Una giornata torrida (真夏日?, Manatsu-bi) - 58. Imprevisti alla festa delle stelle di Asagaya! (1) (阿佐谷七夕祭りの変! 前編?, Asagaya tanabata matsuri no hen! Zenpen) - 59. Imprevisti alla festa delle stelle di Asagaya! (2) (阿佐谷七夕祭りの変! 中編?, Asagaya tanabata matsuri no hen! Chūhen) - 60. Imprevisti alla festa delle stelle di Asagaya! (3) (阿佐谷七夕祭りの変! 後編?, Asagaya tanabata matsuri no hen! Kōhen) - 61. Catch (secondo inning) (キャッチボール・その後?, Kyatchi Bōru sonogo) - 62. Uchimizu e granite (打ち水とかき氷?, Uchimizu to kakigōri) - 63. I rimpianti di Ishikawa (石川の後悔?, Ishikawa no kōkai)                  |                        |                 |                        |
| 8 | 28 novembre 2024 | ISBN 978-4-09-863106-3 | 2 aprile 2025   | ISBN 978-88-349-3316-9 |
| 8 | Capitoli - 64. Gita estiva e batticuore (1) (ドキドキ!? な夏旅 前編?, Dokidoki!? Na natsu tabi zenpen) - 65. Gita estiva e batticuore (2) (ドキドキ!? な夏旅 後編?, Dokidoki!? Na natsu tabi kōhen) - 66. Appuntamento turbolento ad Asakusa! (1) (怒涛の浅草デート!! 前編?, Dotō no Asakusa Dēto!! Zenpen) - 67. Appuntamento turbolento ad Asakusa! (2) (怒涛の浅草デート!! 後編?, Dotō no Asakusa Dēto!! Kōhen) - 68. Un incontro da cinque alto (出会いはハイタッチ?, Deai wa haitatchi) - 69. 31 agosto (8月31日?, 8-tsuki 31-nichi) - 70. Secondo semestre (2学期?, 2 gakki) - 71. Inari con noci (くるみいなり?, Kurumi inari) - 72. Dobbiamo farci coraggio (勇気出さなきゃダメですよ?, Yūki dasanakya damedesu yo) - 73. Visita (来訪?, Raihō) - 74. Hiroto e Natsumi sul tetto (ヒロト、なつみの屋根登り?, Hiroto, Natsumi no yane nobori)   |                        |                 |                        |
| 9 | 30 luglio 2025 | ISBN 978-4-09-863519-1 | ottobre 2025    | ISBN 978-88-349-3683-2 |

### Dorama
Nel luglio 2025 è stato annunciato che un adattamento televisivo dorama di 15 minuti sarà trasmesso sul blocco di programmazione Yoru Dra della NHK General TV nel quarto trimestre dello stesso anno.

### Anime
Nel luglio 2025 è stato annunciato che un adattamento anime sarà co-prodotto da Viz Media e Shogakukan-Shueisha Productions e animato da Production +h..

## Accoglienza
Hirayasumi si è classificato al terzo posto nella classifica "The Best Manga 2022 Kono Manga wo Yome!" della rivista Freestyle. La serie si è classificata al sesto posto nella classifica dei fumetti consigliati da Publisher Comics per il 2022. Insieme a Nabe ni dangan wo ukenagara, Hirayasumi si è classificato al diciottesimo posto nell'edizione 2023 della guida Kono manga ga sugoi! di Takarajimasha dei migliori manga per lettori di sesso maschile. Si è classificato al ventiquattresimo posto nella lista "Book of the Year" del 2023 della rivista Da Vinci.
Ha vinto il Tokyo News Services' TV Bros magazine Bros. Comic Award 2021. Il manga è stato nominato per il 15° Manga Taishō nel 2022, e si è piazzato al terzo posto con 66 punti; è stato nominato per la 17ª edizione nel 2024, e si è piazzato al nono posto con 49 punti. È stato anche nominato per il 27º Premio culturale Osamu Tezuka nel 2023. La serie ha vinto il Premio COMICON per la migliore serie straniera al Napoli Comicon 2024.
Un redattore di AnimeClick.it ha recensito il primo volume del manga, trovando che l'autore abbia voluto mostrare ai lettori una prospettiva diversa dai canoni della società giapponese, dando un'impostazione meno rigida e maggiormente incentrata su sé stessi. Sebbene il freeter non rispecchi molto la realtà nipponica, la mite sensibilità del protagonista lo aiuta ad avere lo spazio necessario per avere coscienza di sé per raggiunge la sua personale felicità, andando contro l'implicito obbligo da parte del Giappone di portare le persone a pensare maggiormente al lavoro che a loro stessi.
La serie ha ricevuto commenti positivi da autori di manga, tra cui Inio Asano, Masakazu Ishiguro, Misaki Takamatsu, Retto Tajima, Taiyō Matsumoto e Yama Wayama.